# Gerichtsamt Strehla
Das Gerichtsamt Strehla war in den Jahren zwischen 1856 und 1874 die unterste Verwaltungseinheit und von 1856 bis 1879 nach der Abschaffung der Patrimonialgesetzgebung im Königreich Sachsen Eingangsgericht. Es hatte seinen Amtssitz in der Stadt Strehla.

## Geschichte
Nach dem Tod des Königs Friedrich August II. von Sachsen wurde unter dessen Nachfolger König Johann nach dem Vorbild anderer Staaten des Deutschen Bundes die Abschaffung der Patrimonialgesetzgebung verordnet. An die Stelle der bisher im Königreich Sachsen in Stadt und Land vorhandenen Gerichte der untersten Instanz traten die zentral gelegenen Bezirksgerichte und Gerichtsämter in nahezu allen größeren Städten. Die Details der Verwaltungsreform regelten das sächsische Gerichtsverfassungsgesetz vom 11. August 1855 und die Verordnung über die Bildung der Gerichtsbezirke vom 2. September 1856.
Stichtag für das Inkrafttreten der neuen Behördenstruktur im Königreich Sachsen war der 1. Oktober 1856. Das neugebildete Gerichtsamt Strehla unterstand dem Bezirksgericht Oschatz. Sein Gerichtsbezirk war Teil der Amtshauptmannschaft Grimma innerhalb der Kreisdirektion Leipzig. Aufgelöst wurden das Königliche Gericht Strehla. Dieses war am 14. Juni 1856 eröffnet worden und hatte auf Anordnung des Königlich Sächsischen Ministeriums der Justiz im Juni 1856 die Patrimonialgerichtsbarkeit der Rittergüter Strehla, Borna, Bornitz, Cavertitz, Kreinitz und Kottewitz sowie die des Pfarrlehens in Strehla übernommen. 
Der Sprengel des Gerichtsamt Strehla umfasste folgende Ortschaften:
| - Strehla - Canitzer Weinbergshaus - Cavertitz - Clanzschwitz bei Strehla - Gaitzschhäuser - Görtzig - Gohlis mit Truchseßgabeln - Großrügeln - Jakobsthal | - Kleinrügeln - Klingenhain - Klötitz - Cottewitz a. d. Elbe - Kreinitz - Laas - Leckwitz - Lorenzkirch - Olganitz mit Reudnitz | - Oppitzsch - Sahlassan - Schöna - Trebnitz - Treptitz - Unterreußen - Zaußwitz - Zschepa (Groß- und Klein) |

Nach der Neustrukturierung der Gerichtsorganisation gemäß dem Gesetz über die Organisation der Behörden für die innere Verwaltung vom 21. April 1873 gingen die Verwaltungsbefugnisse der Gerichtsämter  zum 15. Oktober 1874 auf die umgestalteten bzw. neu gebildeten Amtshauptmannschaften über. Seitdem das bisherige königliche Gericht als königliches Gerichtsamt bezeichnet wurde, führte sein Vorstand den Titel Gerichtshauptmann.
Die Verwaltungsaufgaben des Gerichtsamts Strehla wurden im Zuge der Neustrukturierung der sächsischen Gerichtsorganisation gemäß dem Gesetz über die Organisation der Behörden für die innere Verwaltung vom 21. April 1873 mit Wirkung vom 15. Oktober 1874 in die neugeschaffene Amtshauptmannschaft Oschatz innerhalb der Kreishauptmannschaft Leipzig mit Sitz in der Stadt Oschatz integriert. Das Gerichtsamt war damit nur noch Gericht, die Trennung der Rechtsprechung von der Verwaltung umgesetzt.
Das Gerichtsamt Strehla wurde 1879 auf Grund des Gesetzes über die Bestimmungen zur Ausführung des Gerichtsverfassungsgesetzes im Deutschen Reich vom 27. Januar 1877 und des Gesetzes über die Zuständigkeit der Gerichte in Sachen der nichtstreitigen Gerichtsbarkeit vom 1. März 1879 durch das neu gegründete Amtsgericht Strehla abgelöst.

## Schriftliche Überlieferung
Die Archivalien des Gerichtsamts Strehla werden als Bestand 20108 Gerichtsamt Strehla heute im Sächsischen Staatsarchiv – Staatsarchiv Leipzig verwaltet.

## Gerichtsgebäude
Des Gerichtsamtes Strehla nutzte das Gerichtsgebäude Kirchgasse 1. Das Haus ist ein in Ecklage stehende, zweigeschossige, massiv errichtete Putzgebäude. Die zum Markt hin vierachsige und zur Kirchgasse hin siebenachsige Fassade wird durch ein profiliertes Gurtgesims horizontal gegliedert. Die Fenster beider Geschosse haben Sandsteingewände und profilierte Sohlbänke. Es steht aufgrund seiner baugeschichtlichen und ortsgeschichtlichen Bedeutung unter Denkmalschutz. Das Gerichtsgebäude wurde später vom Amtsgericht genutzt. Von 1884 bis 1923 Sitz wurde das Gebäude als Sitz der Stadtverwaltung und von 1923 bis 1999 als Sitz der Sparkasse genutzt.

## Richter
Die Leiter des Gerichtsamts trugen den Titel Gerichtsamtmann. Dies waren:
- 1856–1867: Carl Gustav Esaias Häntzschel (vorher Justitiar beim Kgl. Gericht Strehla)
- 1867–1877: Friedrich Edmund Richard Strauß (vorher Assessor beim Gerichtsamt Döbeln)
- 1878: Vakant

## Weblink
- Eintrag zum Gerichtsamt Strehla im Digitalen historischen Ortsverzeichnis von Sachsen